# Hypoestes aldabrensis
Hypoestes aldabrensis är en akantusväxtart som beskrevs av John Gilbert Baker. Hypoestes aldabrensis ingår i släktet Hypoestes och familjen akantusväxter. Inga underarter finns listade i Catalogue of Life.